# La struttura delle rivoluzioni scientifiche
La struttura delle rivoluzioni scientifiche (The Structure of Scientific Revolutions, 1962) è un celebre saggio di filosofia della scienza di Thomas Samuel Kuhn. L'opera rappresenta una pietra miliare nel dibattito epistemologico moderno. All'enorme influenza di quest'opera si deve, tra l'altro, l'introduzione nel gergo filosofico-scientifico del termine "paradigma".
L'opera si compone di 13 capitoli che analizzano il processo di graduale formazione della scienza nella storia, seguendo le dinamiche della scienza normale, della crisi del paradigma e del momento rivoluzionario fino al ristabilimento di una situazione di normalità. Kuhn utilizza un linguaggio creativo, che tratta della scienza in maniera "qualitativa" attingendo dal vocabolario tipico di altri contesti. Questo stesso modus operandi è in effetti uno degli argomenti del saggio, che mostra come ogni rivoluzione scientifica sia stata contraddistinta anche da un nuovo linguaggio, non direttamente confrontabile con i precedenti; un cosiddetto mutamento di paradigma (paradigm shift).

## La teoria dei paradigmi

### Paradigma e scienza normale

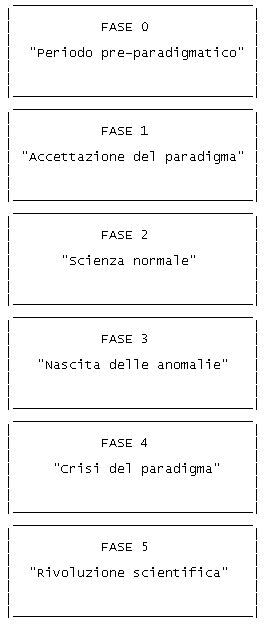
Schematizzazione delle fasi della scienza descritte da Thomas Kuhn

La nozione di paradigma sviluppata da Kuhn, su cui si centra tutta l'opera, parte da una innovativa definizione di scienza: per Kuhn, la "scienza normale" è una ricerca stabilmente fondata su uno o più risultati raggiunti dalla scienza del passato, ai quali una particolare comunità scientifica, per un certo periodo di tempo, riconosce la capacità di costituire il fondamento della sua prassi ulteriore. Gli elementi fondanti della scienza normale possono essere fissati in opere acclamate, come la Fisica di Aristotele o i Principia di Isaac Newton. La scienza "normale" si basa su un insieme di princìpi di fondo che non vengono messi in discussione, e sostanzialmente si prefigge di riconfermarli attraverso la loro applicazione. Secondo Kuhn, persino gli strumenti di misura con cui si svolge l'attività sperimentale sono in gran parte determinati dai princìpi accettati dalla scienza normale, e quindi tendono implicitamente a confermarne il sistema di concetti, ovvero farne un paradigma.
Attraverso un'analisi della storia della scienza, Kuhn giunge alla conclusione che i sistemi scientifici che si sono affermati come paradigmi sono caratterizzati da due elementi fondamentali: presentare risultati sufficientemente nuovi per attrarre un gruppo stabile di seguaci (distogliendoli da forme di attività scientifica contrastanti) e nello stesso tempo essere sufficientemente aperti da lasciare al gruppo di scienziati costituitosi su queste basi la possibilità di risolvere problemi di ogni genere. Kuhn riformula anche questo concetto dicendo che un paradigma rappresenta una "promessa di successo" nello studio di un problema, e la scienza normale da esso derivata è la realizzazione in più parti di tale promessa. Infine, il paradigma viene a configurare una scienza "matura" quando diventa abbastanza esoterico, ovvero quando definisce un'élite limitata di studiosi che possono vantarne una conoscenza profonda.
La visione di Kuhn ribalta l'immagine tradizionale della scienza come "esplorazione dell'ignoto": gli scienziati svolgono essenzialmente un lavoro di consolidamento e ripulitura dei principi del paradigma, focalizzandosi spesso su esperienze e casi "canonici" e adatti allo scopo.

### Paradigmi e rivoluzioni scientifiche
Nell'ottica di Kuhn, l'accumularsi di anomalie sempre più difficili da risolvere con le tecniche e le credenze consolidate genera una crisi del paradigma. Inizialmente, la scienza normale fornisce i metodi e gli strumenti per superare la crisi, ma una cronicizzazione dell'anomalie ed i continui tentativi falliti portano al passaggio successivo: la fase di cambio paradigma o rivoluzione scientifica (come la rivoluzione copernicana, la rivoluzione della chimica operata da Lavoisier, la rivoluzione dell'elettrostatica di Franklin, la teoria darwiniana di Charles Darwin o la Relatività di Einstein) . Durante il cambio di paradigma o rivoluzione scientifica, si creano paradigmi diversi ed in contrasto tra loro. Nella comunità si apre un dibattito su quali di questi accettare ed una volta che un gruppo sostenitore di un nuovo paradigma prevale su tutti si entra nella fase post rivoluzionaria. La fase post rivoluzionaria vede affermarsi il nuovo paradigma. Gli scienziati tornano alla scienza normale, si scrivono nuovi manuali, cambia il linguaggio e si iniziano a risolvere i rompicapo che si creano con il nuovo paradigma. 
In opposizione alla scienza normale, nella quale vengono sviluppate solo ricerche a sostegno della teoria dominante, nella scienza straordinaria vengono messi al centro della ricerca quegli argomenti atti a falsificarne la teoria.
I nuovi paradigmi non nasceranno quindi dai risultati raggiunti dalla teoria precedente (come un naturale proseguimento del "progresso" scientifico) ma, piuttosto dall'abbandono degli schemi precostituiti del paradigma dominante. 
Certamente, il nuovo paradigma dovrà consentire di spiegare tutti quei fenomeni che i precedenti paradigmi spiegavano, e altri; ma non sempre (o meglio, quasi mai) incorporerà le teorie dei paradigmi precedenti, limitandosi a estenderle.
Sarà però non necessariamente il più vero o il più efficiente ad imporsi, ma quello in grado di catturare l'interesse di un numero sufficiente di seguaci, e di guadagnarsi la fiducia della comunità scientifica.
Kuhn infatti sostenne, in una maniera da molti ritenuta ambigua o quantomeno poco chiara, l'incommensurabilità delle teorie concorrenti nella fase rivoluzionaria, rifacendosi a pensatori come Quine (che fece cadere l'inviolabilità dei presupposti analitici) e di Hanson (fautore della teoria della pregnanza teorica delle percezioni).

## Critiche
La dinamica descritta da Kuhn è stata profondamente criticata da altri epistemologi, e in particolare da Karl Popper. Popper ha sostenuto che quella che Kuhn chiama "scienza normale" è il frutto di un pericoloso dogmatismo che deve essere sradicato dal pensiero scientifico. La scienza normale, ammesso che rappresenti ciò che gli scienziati realmente fanno nella pratica, è secondo Popper l'antitesi di quel che essi dovrebbero fare per raggiungere i propri obiettivi. "Rivoluzione permanente" è il motto popperiano in ambito epistemologico: ogni scienziato dovrebbe sempre sforzarsi di mettere in crisi le concezioni accettate, tentando di falsificarle e poi migliorarle, in un avvicinamento asintotico alla verità. Dal canto suo Kuhn ribatte che l'idea stessa di "rivoluzione permanente" è ossimorica: solo l'esistenza di una scienza normale, ovvero tesa alla conservazione e all'articolazione del paradigma, può mettere in luce quelle anomalie che mettono in crisi il paradigma consentendo la sua evoluzione verso un nuovo sistema di modelli.
Produssero lavori critici nei confronti di Kuhn anche i filosofi Imre Lakatos e Larry Laudan  che si opposero all'eccessivo peso che secondo loro veniva assegnato all'assenza di uno sviluppo razionale nell'evoluzione delle teorie scientifiche, secondo Kuhn fortemente caratterizzato da fattori personali ed arbitrari, e all'impossibilità di coesistenza e confronto tra i paradigmi che proponeva. Difatti, opposero al concetto di paradigma quello di programma di ricerca (Critica e crescita della conoscenza, 1970, Lakatos e Musgrave) e tradizione di ricerca (Il progresso e i suoi problemi, 1977, Laudan), evidenziando così una intenzione razionale nello sviluppo della scienza e la possibilità di coesistenza di diversi programmi o tradizioni di ricerca (cosa considerata invece impossibile per i paradigmi, se non per brevi momenti di transizione dal precedente al successivo.
Altrettanto fece Paul Feyerabend, seppur per motivi differenti, dato che voleva esporre la tesi per cui, specialmente in "Contro il metodo", è importante opporsi allo schematismo proposto da Kuhn, considerato troppo vincolante, poco creativo e quindi poco efficace in quanto di visione ristretta, come era stata ristretta la visione che aveva visto gli aristotelici opporsi alle teorie di Copernico e Galilei nel XVII secolo.